# ハウスクリーニング技能士
ハウスクリーニング技能士（ハウスクリーニングぎのうし）とは、国家資格である技能検定制度の一種で、職業能力開発促進法第47条第1項による指定試験機関（社団法人全国ハウスクリーニング協会）が実施するハウスクリーニングに関する学科及び実技試験に合格した者をいう。

## 級別
単一等級のみである。

## 実技作業試験内容（ハウスクリーニング作業）
1. レンジフードの洗浄。試験時間＝28分
2. ダイニングチェア（布）クリーニング。試験時間＝13分
3. ステンレスの油汚れ落とし。試験時間＝13分
4. 五徳の汚れ落とし。試験時間＝13分
5. ビニルクロスの汚れ落とし。試験時間＝11分
6. 磁器タイルの汚れ落とし。試験時間＝11分
7. フローリング床のキズ補修。試験時間＝13分

## 取得後の称号
技能検定に合格すると合格証書が授与され、「ハウスクリーニング技能士」と称することができる。
なお職業能力開発促進法により、ハウスクリーニング技能士資格を持っていないものがハウスクリーニング技能士と称することは禁じられている。